# Vik Muniz
Vicente José de Oliveira Muniz, conocido como Vik Muniz (São Paulo, 20 de diciembre de 1961), es un artista visual que vive en Nueva York. Muniz comenzó su carrera como escultor en la década de 1980. Muniz fue más conocido en 1997 por sus retratos de la serie Chocolate y en 2006 los retratos con desperdicios.
En 2010, el documental Waste Land, dirigido por Lucy Walker, contó con el trabajo de Muniz en uno de los vertederos de basura más grandes del mundo, Jardim Gramacho, en las afueras de Río de Janeiro. La película fue nominada para el Oscar a la Mejor Película Documental en los Premios de la Academia 83.
Vik Muniz a menudo se apropia de las imágenes que sirven como base para sus obras de arte con obras de otros artistas de renombre. Por ejemplo, Muniz utiliza la jalea y mantequilla de maní en la creación de la obra Doble Mona Lisa, después de Warhol, de 1999, sobre la base de una impresión de pantalla de 1963 por el artista pop Andy Warhol y que, a su vez, era una apropiación de la Mona Lisa de Leonardo da Vinci. En 1982 dio por terminada sus obras realizadas con pequeños trozos de papel creando una ilusión óptica en el espectador.

## Exhibiciones Individuales (selección)
- 1989: Vik Muniz – Fotografías. Stux Gallery, Nueva York, NY, Estados Unidos.
- 1996: 92 Home Alone. Claudio Botello Arte, Turin, Italia. Abril – mayo.
- 1996: The Best of Life. Wooster Gardens, Nueva York, NY, Estados Unidos.
- 1996: The Sugar Children. Tricia Collins Arte Contemporáneo, Nueva York, NY, Estados Unidos.
- 1998: Seeing is Believing. Centro Internacional de Fotografía (ICP), Nueva York, NY, Estados Unidos.
- 1999: Flora Industrialis. Caisse des Dépôts et Cossignations, París, Francia. 19 de noviembre - 23 de diciembre.
- 1999: Vik Muniz. Centre National de la Photographie, París, Francia. 17 de noviembre de 1999 – 10 de enero de 2000.
- 1999: Vik Muniz: Seeing is Believing. Centro para la Fotografía Creativa, Tucson, Arizona, Estados Unidos. 26 de junio – 26 de septiembre.
- 2000: Vik Muniz. Museo de Enseñanza y Galería de Arte Tang (Tang Teaching Museum and Art Gallery), Saratoga Springs, NY, Estados Unidos.
- 2000: Vik Muniz Fundacíon Huis Marseille, Ámsterdam, Holanda.
- 2000: Vik Muniz Museo de l’Elysée Lausana, Lausana, Suiza.
- 2000: Clayton Days. Centro de Historia y Arte Frick (The Frick Art & Historical Center), Pittsburgh, Pensilvania, Estados Unidos. 8 de septiembre - 29 de octubre.
- 2001: Centro de Arte Contemporáneo de Nueva Orleans, Nueva Orleans, LA, California, Estados Unidos.
- 2001: MAM –  Museo de Arte Moderno, Río de Janeiro, Brasil.
- 2001: MAM –  Museo de Arte Moderno, São Paulo, Brasil.
- 2001: The Things Themselves: Pictures of Dust by Vik Muniz. Museo Whitney de Arte Estadounidense, Nueva York, NY, Estados Unidos.
- 2001: 49° Bienal de Venecia: Palazzo Fortuny, Venecia, Italia.
- 2002: Reparte, CU Art Galleries,  Universidad de Colorado, Boulder, Colorado, Estados Unidos. 17 de enero – 23 de marzo.
- 2002: Vik Muniz: Model Pictures, Colección Menil, Houston, Estados Unidos. 22 de febrero – 9 de junio.
- 2002: Laberints, Spai 13, Fundación Joan Miró, Barcelona, España. 21 de junio – 28 de julio.
- 2003: Vik Muniz. Museo de Arte Contemporáneo del Centro Dragón del Mar. Ceará, Brasil.
- 2004: Retratos de Revista. Paço Imperial. Río de Janeiro, Brasil. 14 de agosto – 14 de septiembre.
- 2004: Vik Muniz. Museo de Arte Contemporáneo de Roma - MACRO. Roma, Italia. 27 de septiembre  - 6 de enero de 2004.
- 2004: Vik Muniz. Centro Gallego de Arte Contemporáneo - CGAC. Santiago de Compostela, España. 18 de diciembre de 2003 – 6 de abril de 2004.
- 2004: Vik Muniz. Museo Irlandés de Arte Moderno. Dublín, Irlanda. 31 de marzo – 13 de junio.
- 2004: Piranesi Prisons. Academia Nacional de Ciencias. Washington D. C., Estados Unidos. 1 de agosto de 2004 – 1 de mayo de 2005.
- 2004: Retratos de Revista. Pinacoteca del Estado de São Paulo. São Paulo, Brasil. 24 de enero - 28 de marzo.
- 2005: Vik Muniz. Academia de Bellas Artes de Pensilvania (The Pennsylvania Academy of the Fine Arts). Philadelphia, PA., Estados Unidos. 17 de septiembre  – 20 de noviembre.
- 2006: Vik Muniz Reflex. Museo de Arte Contemporáneo (Miami). Miami, Florida, Estados Unidos. 10 de febrero – 28 de mayo.
- 2006: Vik Muniz Reflex. Museo de Arte Contemporáneo de la Universidad de Florida. Tampa, Florida, Estados Unidos. 7 de julio – 7 de octubre.
- 2006: Vik Muniz Reflex. Seattle Art Museum. Seattle, Washington, Estados Unidos. 10 de noviembre – 14 de enero de 2007.
- 2007: Pictures of People. Centro de Arte Contemporáneo Baltic. Gateshead, Reino Unido. 31 de enero - 15 de abril.
- 2007: Vik Muniz Reflex. P.S. 1. MoMA. Long Island City, Nueva York, Estados Unidos. 11 de febrero – 7 de mayo.
- 2007: Vik Muniz: A Survey.  Fundación Victor Pinchuk, Kiev, Ukrania. 13 de abril – 20 de mayo.
- 2007: Muniz Remastered, Fotografías de la Colección West. Museo de Las Américas, Denver, CO, Estados Unidos. 4 de octubre - 20 de enero de 2008.
- 2007: "Imaginary Prisons, G. B. Piranesi and Vik Muniz." Galería de Arte Nacional de Victoria. Melbourne, Australia. 19 de abril – 30 de septiembre.
- 2007: The Beautiful Earth. Palacio de las Artes (Paço das Artes). São Paulo, Brasil. 1 de agosto – 7 de octubre.
- 2007: Vik Muniz Reflex. Museo de Arte Contemporáneo. San Diego, California, Estados Unidos. 2 de junio – 9 de septiembre.
- 2007: Vik Muniz Reflex. Museo de Arte Contemporáneo (Place des Arts). Montréal, Quebec, Canadá. 4 de octubre de 2007 – 6 de enero de 2008.
- 2007: Vik Muniz. Casa de la Fotografía de Moscú. Manezh, Rusia. 1 de noviembre – 2 de diciembre.
- 2008: Vik Muniz Reflex. Antiguo Colegio de San Ildefonso. México D.F., México. 11 de marzo – 13 de julio.
- 2008: Vik Muniz: The Beautiful Earth. Tokyo Wonder Site. Tokio, Japón. 22 de noviembre – 1 de marzo de 2010
- 2009: Vik Muniz. Museo Oscar Niemeyer, Curitiba, Paraná, Brasil. 20 de noviembre – 10 de marzo de 2010.
- 2009: Vik Muniz. Museo Inimá de Paula. Minas Gerais, Brasil. 21 de agosto – 2 de noviembre.
- 2009: Vik Muniz.  Museo de Arte Moderno. Río de Janeiro, Brasil. 28 de enero – 22 de marzo.
- 2009: Vik.  Museo de Arte Moderno de São Paulo (MASP). São Paulo, Brasil. 25 de abril – 19 de julio.
- 2010: Vik Muniz. Museo de Arte de la Universidad de Fortaleza/Unifor, Fundação Edson Queiroz, Ceará, Brasil. 16 de abril – 8 de agosto.
- 2010: Relicário. Casa de la Cultura Laura Alvim, Río de Janeiro, Brasil. 13 de octubre – 5 de diciembre.
- 2011: Vik Muniz 3D. Espacio Cultural Contemporáneo – ECCO, Brasília, Brasil. 13 de junio – 21 de agosto.
- 2011: Relicário. Instituto Tomie Ohtake, São Paulo, Brasil. 1 de marzo – 24 de abril.
- 2011: VIK.  Museo Colección Berardo. Lisboa, Portugal. 21 de septiembre  – 31 de diciembre. (Exhibición Itinerante)
- 2011: Vik Muniz. La Musa Imaginaria. Colección Lambert en Aviñón, Hôtel de Caumont & Église des Célestins, Aviñón, Francia. 11 de diciembre – 15 de junio de 2012.
- 2012: VantagePoint X/Vik Muniz. Museo Mint Uptown, Carolina del Norte, Estados Unidos. 25 de agosto – 28 de abril de 2013.
- 2012: VIK. Centro de Arte Contemporáneo de Málaga, Málaga, España, 7 de septiembre  – 2 de diciembre. (traveling exhibition)
- 2013: Vik Muniz: Artículos Personales" |  Fundación D.O.P. (D.O.P. Foundation), Caracas, Venezuela. 30 de junio – 1 de septiembre.
- 2013: Vik Muniz. Museo de Arte del Banco de la República. Bogotá, Colombia. 31 de julio – 28 de octubre.
- 2013: Vik Muniz. Clayton Days | Revisited: A Project by Vik Muniz. Centro de Historia y Arte Frick (The Frick Art & Historical Center), Pittsburgh, Pensilvania. 13 de julio – 27 de octubre.
- 2013: Vik Muniz:  Pictures of Car Parts (after Ed Ruscha)  Forre Fine Art, Aspen, Colorado, Estados Unidos. 15 de septiembre  de 2013 - 15 de julio de 2014.
- 2014: Vik Muniz and Ed Ruscha: Pictures of Car Parts  Galerías Imago, Palm Desert, California. 5 de enero - 15 de abril de 2015.
- 2014: Vik Muniz: El Tamaño del Mundo. Santander Cultura Brasil. 21 de mayo - 10 de agosto de 2014
- 2014: Vik Muniz: Pictures of Anything. Long Museum, Shanghái, China, 21 de septiembre  – 1 de noviembre de 2014
- 2015: "Vik Muniz" - MOMA Equivalents -  Fundación D.O.P. (D.O.P. Foundation), Caracas, Venezuela. 25 de enero - 22 de marzo.
- 2015: Vik Muniz: La Poética de la Percepción. Museo de Arte Taubman, VA, Estados Unidos. 13 de junio - 12 de septiembre.
- 2015: Vik Muniz: Mas Acá de la Imagen. Museo de la Universidad Nacional de Tres de Febrero - Buenos Aires, Argentina. 21 de mayo.
- 2016: Vik Muniz. High Museum of Art, Atlanta, GA. 28 de febrero de 2015 – 29 de mayo de 2016.
- 2016: Vik Muniz: Verso. Mauritshuis, La Haya, Países Bajos. 9 de junio - 4 de septiembre.
- 2016: Vik Muniz. UI Eskenazi Museo de Arte, Indiana, Estados Unidos. 1 de octubre -  5 de febrero de 2017.
- 2017: Vik Muniz: Metales Preciosos - Pictures of Car Parts (Después de Ed Ruscha) Museo Petersen, Los Angeles, CA, Estados Unidos. 22 de diciembre de 2016 - 15 de abril de 2017

## Colecciones
- MoMA[2]
- Colección D.O.P.[3]
- Instituto de Arte de Chicago[4]
- Centro Internacional de Fotografía (ICP)[5]
- Museo Metropolitano de Arte[6]
- Museo de Arte Moderno de São Paulo[7]
- Museo de Bellas Artes (Boston)[8]
- Museo de Bellas Artes de Houston[9]
- The Tate Gallery[10]
- Museo de Victoria y Alberto[11]
- Centro de Arte Walker, Minneapolis[12]
- Museo Whitney de Arte Estadounidense[13]
- Museo de Arte Moderno de San Francisco[14]
- Museo Casa de la Moneda en Carolina del Norte[15]